# Marie von Champagne (Kaiserin)

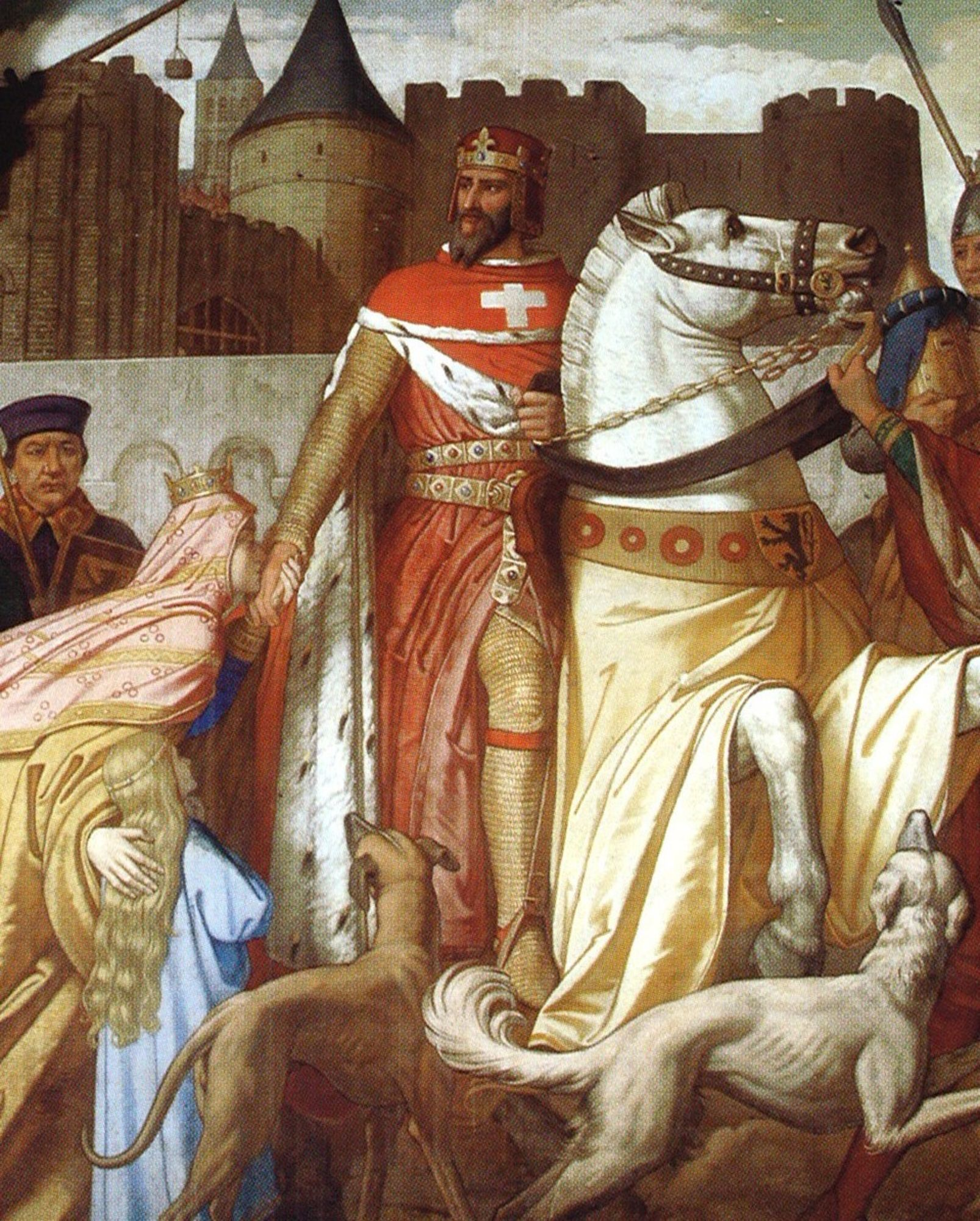
Marie von Champagne küsst die Hand ihres Mannes Balduin IX. von Flandern und Hennegau

Marie von Champagne (* um 1174; † 29. August 1204 in Akkon) war eine Gräfin von Flandern und lateinische Kaiserin von Konstantinopel aus dem Haus Blois.

## Leben
Marie war eine Tochter des Grafen Heinrich I. von Champagne und der Marie de France, einer Tochter des Königs Ludwig VII. von Frankreich und der Eleonore von Aquitanien.
Sie heiratete am 6. Januar 1186 den Grafen Balduin IX. von Flandern und Hennegau. Zwei Töchter gingen aus dieser Ehe hervor:
- Johanna I. (* 1200 in Valenciennes; † 5. Dezember 1244), Gräfin von Flandern und Hennegau
  - ⚭ am 1. Januar 1212 mit Infant Ferdinand (Ferrant) von Portugal († 1233)
  - ⚭ am 2. April 1237 mit Graf Thomas II. von Savoyen († 1259)
- Margarete II. (* 2. Juni 1202; † 10. Februar 1280), Gräfin von Flandern und Hennegau
  - ⚭ 1212 mit Burkhard von Avesnes (Ehe wurde 1215 annulliert)
  - ⚭ 1233 mit Wilhelm II. von Dampierre

## Vierter Kreuzzug
Ebenso wie ihr Mann nahm Maria am Vierten Kreuzzug teil. Sie reiste aber nicht im Gefolge ihres Mannes, sondern begab sich nach Marseille, wo bereits eine flämische Flotte unter Johann von Nesle vor Anker lag. Mit ihr reiste sie direkt in das Heilige Land, das sie im Frühjahr 1203 erreichte.
Dort huldigte ihr 1204 in Akkon überraschend der Fürst Bohemund IV. von Antiochia als seiner neuen Lehnsherrin. Maria und ihre Begleiter waren noch nicht darüber in Kenntnis gesetzt worden, dass ihr Ehemann nach der Eroberung Konstantinopels im Mai 1204 zum neuen Lateinischen Kaiser des Ostreiches gewählt worden war. Der Fürst von Antiochia erkannte ihn als seinen neuen Oberherrn an, weshalb er der frischgebackenen Kaiserin Maria, stellvertretend für ihren Mann, gehuldigt hatte. Diese Handlung Bohemunds hatte allerdings für das lateinische Kaiserreich keine größere Bedeutung. Es war vor allem eine Demonstration der Unabhängigkeit des Fürsten gegenüber dem Papst, der in den vorhergegangenen Jahren versucht hatte, seinen Oberhoheitsanspruch auf Antiochia geltend zu machen.
Maria selbst starb nach dieser Episode nach kurzer Krankheit, ohne je ihr Kaiserreich betreten zu haben.

## Quelle
- Gottfried von Villehardouin: Histoire de la conquête de Constantinople